# Весняна саламандра червона
Весняна саламандра червона (Gyrinophilus porphyriticus) — вид земноводних з роду Весняна саламандра родини Безлегеневі саламандри.

## Опис
Загальна довжина досягає 12—19 см, іноді 23,18 см. За своєю будовою схожа на інших представників свого роду. Має червоне, помаранчево—жовте забарвлення з чорними чи коричневими цяточками або плямочками.

## Спосіб життя
Полюбляє струмки, гірські джерела. Вдень ховається під колодами, камінням, листям. Вночі полює на безхребетних.
Розмноження відбувається з квітня по серпень. Самиця відкладає під каміння від 44 до 132 яєць діаметром 3,5 мм. Личинки живуть у воді близько 3 років, після чого відбувається метаморфоз, вони залишають водойму.

## Розповсюдження
Мешкає у горах Аппалачах у США та Канаді.